# HAT-P-36
HAT-P-36は、りょうけん座の恒星で12等星。太陽系外惑星が発見されている。

## 概要
黄色の主系列星で、ガイア計画で観測された年周視差によると地球から約968光年の位置にある。
2011年、HATネット（Hungarian Automated Telescope Network, ハンガリー自動望遠鏡ネットワーク）が2010年から2011年にかけて行ったトランジット法による探査で、木星質量の1.8倍前後の質量を持つ太陽系外惑星HAT-P-36bが発見された。主星からわずか0.02天文単位 (au) の軌道を約1.3日の周期で公転している。
| 名称 （恒星に近い順） | 質量             | 軌道長半径 （天文単位） | 公転周期 (日)       | 軌道離心率    | 軌道傾斜角  | 半径             |
| --------------------- | ---------------- | ----------------------- | ------------------- | ------------- | ----------- | ---------------- |
| b (Bran)              | 1.832 ± 0.099 MJ | 0.0238 ± 0.0004         | 1.327347 ± 0.000003 | 0.063 ± 0.032 | 86.0 ± 1.3° | 1.264 ± 0.071 RJ |

## 名称
2019年、世界中の全ての国または地域に1つの系外惑星系を命名する機会を提供する「IAU100 Name ExoWorldsプロジェクト」において、HAT-P-36 と HAT-P-36b はアイルランドに割り当てられる系外惑星系となった。このプロジェクトは、「国際天文学連合100周年事業」の一環として計画されたイベントの1つで、アイルランド国内での選考、国際天文学連合 (IAU) への提案を経て太陽系外惑星とその主星に固有名が承認されるものであった。2019年12月17日、IAUから最終結果が公表され、HAT-P-36はTuiren、HAT-P-36 bはBranと命名された。これらはいずれもアイルランドの伝承に登場する猟戦士フィン・マックールにまつわる物語をアイルランドの作家ジェイムズ スティーブンスが著書Irish Fairy Tales （1920年）の中で翻案したBirth of Branに登場する神話の猟犬および関連するキャラクターに由来する名前が付けられた。Tuiren は、嫉妬深い妖精Uchtdealbhによって猟犬の姿に変えられ、猟犬の兄弟を産んだフィン・マックールのおばに、Bran はTuirenが猟犬として産んだフィン・マックールの従兄弟に、それぞれちなんで名付けられた。